# Lista monumentelor istorice din județul Prahova - S

Simbol utilizat pentru monumentele istorice

Lista monumentelor istorice din județul Prahova - S cuprinde monumentele istorice înscrise în Patrimoniul cultural național al României și aflate în localități din județul Prahova al căror nume începe cu litera S.
Lista completă este menținută și actualizată periodic de către Ministerul Culturii, Cultelor și Patrimoniului Național din România, prin intermediul Institutului Național al Patrimoniului, ultima versiune datând din 2015. Această listă cuprinde și actualizările ulterioare, realizate prin ordin al ministrului culturii.
Puteți căuta un monument din județul Prahova folosind formularul de mai jos sau puteți naviga prin toate monumentele din județ la lista monumentelor istorice din județul Prahova.
| Cod LMI                               | Denumire                                                           | Localitate                              | Localizare | Datare, Creatori                                                                                      | Imagine               | Erori             |
| ------------------------------------- | ------------------------------------------------------------------ | --------------------------------------- | --- | --- | --------------------- | ----------------- |
| PH-I-s-B-16206 (RAN: 135155.01)       | Tumuli                                                             | sat Sălciile; comuna Sălciile           | „Movila Gemenea” 44.86701°N 26.51273°E                                                                         | Epoca bronzului                                                                                       | Încarcă foto \| video | Raportează eroare |
| PH-I-s-B-16207 (RAN: 131087.01)       | Așezare                                                            | localitatea Seciu; oraș Boldești Scăeni | 131A, „La Pompieri” 45.03222°N 26.05472°E                                                                      | Eneolitic, Cultura Gumelnița, aspectul Stoicani - Aldeni, faza II                                     | Încarcă foto \| video | Raportează eroare |
| PH-I-s-A-16208 (RAN: 131522.01)       | Castrul de la Mălăiești                                            | sat Sfârleanca; comuna Dumbrăvești      | „La Cetate” 45.09777°N 26.01638°E                                                                              | 101 - 118 p. Chr.                                                                                     | Încarcă foto \| video | Raportează eroare |
| PH-I-s-A-16209 (RAN: 132592.01)       | Cetate                                                             | sat Slon; comuna Cerașu                 | „La Ciugă”, „La Comoară”                                                                                       | sec. IX - XI                                                                                          | Încarcă foto \| video | Raportează eroare |
| PH-I-s-A-16210 (RAN: 132592.02)       | Cetatea Tabla Buții                                                | sat Slon; comuna Cerașu                 | Tabla Buții | sec. XIII-XIV                                                                                         | Încarcă foto \| video | Raportează eroare |
| PH-I-s-B-16211 (RAN: 135324.02)       | Situl arheologic de la Starchiojd                                  | sat Starchiojd; comuna Starchiojd       | „Șuguleasca”                                                                                                   | | Încarcă foto \| video | Raportează eroare |
| PH-I-m-B-16211.01 (RAN: 135324.02.02) | Așezare                                                            | sat Starchiojd; comuna Starchiojd       | „Șuguleasca” 45.31694°N 26.20778°E                                                                             | sec. VI p. Chr.                                                                                       | Încarcă foto \| video | Raportează eroare |
| PH-I-m-B-16211.02 (RAN: 135324.02.01) | Așezare                                                            | sat Starchiojd; comuna Starchiojd       | „Șuguleasca” 45.31694°N 26.20778°E                                                                             | sec. II - III p. Chr.                                                                                 | Încarcă foto \| video | Raportează eroare |
| PH-I-s-B-20211 (RAN: 135324.01)       | Așezare                                                            | sat Starchiojd; comuna Starchiojd       | „La crucea lui Benea” 45.32889°N 26.19306°E                                                                    | sec. V-VII p. Chr.                                                                                    | Încarcă foto \| video | Raportează eroare |
| PH-I-s-B-16212 (RAN: 133768.01)       | Așezare                                                            | sat Străoști; comuna Iordăcheanu        | „Ferma Plavia” 45.02851°N 26.23306°E                                                                           | sec. V-VII p. Chr.                                                                                    | Încarcă foto \| video | Raportează eroare |
| PH-II-a-A-16606                       | Curtea boierilor Bozianu                                           | sat Sângeru; comuna Sângeru             | 85 45.13038°N 26.33958°E                                                                                       | 1793                                                                                                  |                       | Raportează eroare |
| PH-II-m-A-16606.01                    | Conacul Bozianu                                                    | sat Sângeru; comuna Sângeru             | 85 | 1793                                                                                                  | Încarcă foto \| video | Raportează eroare |
| PH-II-m-A-16606.02                    | Biserica „Sf. Andrei”                                              | sat Sângeru; comuna Sângeru             | 85 | 1793                                                                                                  | Încarcă foto \| video | Raportează eroare |
| PH-II-m-A-16606.03                    | Turn clopotniță                                                    | sat Sângeru; comuna Sângeru             | 85 | 1793                                                                                                  | Încarcă foto \| video | Raportează eroare |
| PH-II-m-A-16606.04                    | Zid de incintă                                                     | sat Sângeru; comuna Sângeru             | 85 | 1793                                                                                                  | Încarcă foto \| video | Raportează eroare |
| PH-II-a-A-16607 (RAN: 133858.01)      | Schitul Crasna                                                     | sat Schiulești; comuna Izvoarele        | 282A 45.2951°N 25.9264°E                                                                                       | înc. sec. XVIII, 1824 - 1828                                                                          | Alte imagini          | Raportează eroare |
| PH-II-m-A-16607.01                    | Biserica „Sf. Împărați Constantin și Elena”                        | sat Schiulești; comuna Izvoarele        | 282A | 1824 - 1828                                                                                           |                       | Raportează eroare |
| PH-II-m-A-16607.02                    | Turn clopotniță                                                    | sat Schiulești; comuna Izvoarele        | 282A | 1824 - 1828                                                                                           |                       | Raportează eroare |
| PH-II-m-A-16607.03                    | Fântână                                                            | sat Schiulești; comuna Izvoarele        | 282A | 1824 - 1828                                                                                           |                       | Raportează eroare |
| PH-II-m-A-16608 (RAN: 135173.01)      | Biserica „Cuvioasa Paraschiva”                                     | sat Scorțeni; comuna Scorțeni           | Str. Valea Scorții 9                                                                                           | 1730, reconstruită 1802                                                                               |                       | Raportează eroare |
| PH-II-m-A-16610 (RAN: 135636.01)      | Biserica de lemn „Nașterea Maicii Domnului”                        | sat Scurtești; comuna Ștefești          | 142A, în cimitir                                                                                               | 1780                                                                                                  | Încarcă foto \| video | Raportează eroare |
| PH-II-m-B-16611                       | Casa Dumitru Păișan                                                | sat Secăria; comuna Secăria             | Str. Valea Paisului 2                                                                                          | 1924                                                                                                  | Încarcă foto \| video | Raportează eroare |
| PH-II-m-B-16616 (RAN: 135235.01)      | Casa Gheorghe Stoica                                               | sat Secăria; comuna Secăria             | Str. Valea Paisului 5                                                                                          | înc. sec. XIX                                                                                         | Încarcă foto \| video | Raportează eroare |
| PH-II-m-B-16617                       | Casa Cornelia Aldea                                                | sat Secăria; comuna Secăria             | Str. Valea Bălănești 27                                                                                        | sf. sec. XIX, ref. 1940                                                                               | Încarcă foto \| video | Raportează eroare |
| PH-II-m-B-16618                       | Casa Maria Popa                                                    | sat Secăria; comuna Secăria             | Str. Museti 4                                                                                                  | sf. sec. XIX-înc. sec. XX                                                                             | Încarcă foto \| video | Raportează eroare |
| PH-II-m-B-16620                       | Casa Gheorghe Neacșu                                               | sat Secăria; comuna Secăria             | Str. Merilor 20                                                                                                | sf. sec. XIX-înc. sec. XX                                                                             | Încarcă foto \| video | Raportează eroare |
| PH-II-m-B-16621                       | Casa Ion Oprica                                                    | sat Secăria; comuna Secăria             | Str. Principală 44                                                                                             | sf. sec. XIX-înc. sec. XX                                                                             | Încarcă foto \| video | Raportează eroare |
| PH-II-m-B-16622                       | Casa Aurelia Mărgărit                                              | sat Secăria; comuna Secăria             | Str. Bisericii 1                                                                                               | sf. sec. XIX-înc. sec. XX                                                                             | Încarcă foto \| video | Raportează eroare |
| PH-II-m-B-16623 (RAN: 135235.02)      | Casa Sultana Văsii                                                 | sat Secăria; comuna Secăria             | Str. Brutăriei 2                                                                                               | înc. sec. XIX                                                                                         | Încarcă foto \| video | Raportează eroare |
| PH-II-m-A-16624                       | Casa Rusescu                                                       | localitatea Seciu; oraș Boldești Scăeni | 67 45.0333°N 26.0742°E                                                                                         | 1826                                                                                                  |                       | Raportează eroare |
| PH-II-m-B-16625 (RAN: 131087.02)      | Biserica „Sf. Treime”                                              | localitatea Seciu; oraș Boldești Scăeni | 375 45.0341°N 26.0679°E                                                                                        | sec. XVIII, ref. 1802                                                                                 |                       | Raportează eroare |
| PH-II-m-B-16626                       | Casa Steliana Stanciu                                              | sat Seciuri; comuna Șotrile             | 39 | 1920                                                                                                  | Încarcă foto \| video | Raportează eroare |
| PH-II-m-B-16627                       | Casa Vasile Diaconu                                                | sat Seciuri; comuna Șotrile             | 117 | 1940                                                                                                  | Încarcă foto \| video | Raportează eroare |
| PH-II-m-B-16630                       | Anexa gospodărească Gheorghe Buzețeanu                             | sat Seciuri; comuna Șotrile             | 137 | sf. sec. XIX                                                                                          | Încarcă foto \| video | Raportează eroare |
| PH-II-m-B-16629                       | Casa Antim Buzățeanu                                               | sat Seciuri; comuna Șotrile             | 138 | 1931                                                                                                  | Încarcă foto \| video | Raportează eroare |
| PH-II-a-B-16631                       | Ansamblul urban I                                                  | oraș Sinaia                             | Delimitare cf. PUG avizat                                                                                      | sf. sec. XVII - mijl. sec. XX                                                                         | Încarcă foto \| video | Raportează eroare |
| PH-II-a-B-16632                       | Ansamblul urban II                                                 | oraș Sinaia                             | Delimitare cf. PUG avizat                                                                                      | mijl. sec. XIX - mijl. sec. XX                                                                        | Încarcă foto \| video | Raportează eroare |
| PH-II-m-B-16633                       | Vila Sașa Romano - Vila „Florilor”                                 | oraș Sinaia                             | Str. Aman Theodor 7                                                                                            | înc. sec. XX                                                                                          |                       | Raportează eroare |
| PH-II-m-B-16634                       | Vila dr. Emil Glinceanu - Vila „Bujorul”                           | oraș Sinaia                             | Str. Aman Theodor 8                                                                                            | prima jum. sec. XX                                                                                    |                       | Raportează eroare |
| PH-II-m-B-16635                       | Vila Constantin Pandele                                            | oraș Sinaia                             | Str. Aman Theodor 11                                                                                           | înc. sec. XX                                                                                          |                       | Raportează eroare |
| PH-II-m-B-16636                       | Casa Alexandru Cobzaru                                             | oraș Sinaia                             | Str. Aosta 12                                                                                                  | înc. sec. XX                                                                                          |                       | Raportează eroare |
| PH-II-m-B-16637                       | Vila Petre Negulescu                                               | oraș Sinaia                             | Str. Aosta 16                                                                                                  | înc. sec. XX                                                                                          |                       | Raportează eroare |
| PH-II-m-B-16638 (RAN: 131559.01)      | Vila Gheorghe Enescu                                               | oraș Sinaia                             | Str. Aosta 17                                                                                                  | înc. sec. XX                                                                                          |                       | Raportează eroare |
| PH-II-m-B-16639                       | Vila „Doina Peleșului”                                             | oraș Sinaia                             | Str. Aosta 27 45.35364°N 25.54493°E                                                                            | înc. sec. XX                                                                                          |                       | Raportează eroare |
| PH-II-m-B-16640                       | Casa Dimitrie Sfetescu                                             | oraș Sinaia                             | Aleea Arinilor 2                                                                                               | 1890                                                                                                  | Încarcă foto \| video | Raportează eroare |
| PH-II-m-B-16641                       | Casa Ion Bălan, azi birouri Primărie                               | oraș Sinaia                             | Aleea Arinilor 2A                                                                                              | 1920                                                                                                  |                       | Raportează eroare |
| PH-II-m-B-16642                       | Casa Paraschiva Demetrescu                                         | oraș Sinaia                             | Str. Avram Iancu 8 45.34416°N 25.54635°E                                                                       | sf. sec. XIX                                                                                          |                       | Raportează eroare |
| PH-II-m-B-16643                       | Vila Filippo Dozzi                                                 | oraș Sinaia                             | Str. Avram Iancu 35 45.3419°N 25.54785°E                                                                       | sf. sec. XIX                                                                                          |                       | Raportează eroare |
| PH-II-m-B-16644                       | Casa Doina Marian                                                  | oraș Sinaia                             | Str. Avram Iancu 37 45.34175°N 25.54799°E                                                                      | sf. sec. XIX                                                                                          | Alte imagini          | Raportează eroare |
| PH-II-m-B-16645                       | Vila Giaccomo Mosca                                                | oraș Sinaia                             | Str. Avram Iancu 38 45.34169°N 25.54781°E                                                                      | sf. sec. XIX                                                                                          |                       | Raportează eroare |
| PH-II-m-B-16646                       | Casa Cornelia Coman                                                | oraș Sinaia                             | Str. Avram Iancu 42                                                                                            | sf. sec. XIX                                                                                          |                       | Raportează eroare |
| PH-II-m-B-16647                       | Casa Constantin Davidescu                                          | oraș Sinaia                             | Str. Avram Iancu 44 45.34111°N 25.5482°E                                                                       | 1890                                                                                                  |                       | Raportează eroare |
| PH-II-m-B-16648                       | Casa Vasile Manole                                                 | oraș Sinaia                             | Str. Avram Iancu 46 45.3409°N 25.54831°E                                                                       | 1890                                                                                                  |                       | Raportează eroare |
| PH-II-m-B-16649                       | Casa Irina Butnaru                                                 | oraș Sinaia                             | Str. Avram Iancu 48 45.34069°N 25.54845°E                                                                      | înc. sec. XX                                                                                          | Încarcă foto \| video | Raportează eroare |
| PH-II-m-B-16650                       | Casa Dumitru Economu                                               | oraș Sinaia                             | Str. Avram Iancu 50 45.34053°N 25.54858°E                                                                      | sf. sec. XIX                                                                                          | Alte imagini          | Raportează eroare |
| PH-II-m-B-16651                       | Casa Vlad Bădulescu                                                | oraș Sinaia                             | Str. Avram Iancu 52 45.34039°N 25.5487°E                                                                       | sf. sec. XIX                                                                                          | Încarcă foto \| video | Raportează eroare |
| PH-II-m-B-16652                       | Casa Constantin Drăghici                                           | oraș Sinaia                             | Str. Avram Iancu 54 B                                                                                          | sf. sec. XIX                                                                                          |                       | Raportează eroare |
| PH-II-m-B-16653                       | Vila Dumitru Juncu                                                 | oraș Sinaia                             | Str. Avram Iancu 57 45.3403°N 25.54901°E                                                                       | înc. sec. XX                                                                                          | Încarcă foto \| video | Raportează eroare |
| PH-II-m-B-16654                       | Casa Constantin Dobrogeanu-Gherea                                  | oraș Sinaia                             | Str. Caragiale Ion Luca 3                                                                                      | sf. sec. XIX-înc. sec. XX                                                                             |                       | Raportează eroare |
| PH-II-m-A-16655                       | Cazinoul Sinaia                                                    | oraș Sinaia                             | Bd. Carol I 2 45.3552°N 25.5533°E                                                                              | 1912 - 1913 Petre Antonescu (arhitect)                                                                |                       | Raportează eroare |
| PH-II-m-A-16656                       | Hotel Caraiman                                                     | oraș Sinaia                             | Bd. Carol I 4 45.35343°N 25.55114°E                                                                            | 1911                                                                                                  |                       | Raportează eroare |
| PH-II-m-A-16657                       | Vila Alina Știrbei, azi Circumscripția Financiară Sinaia           | oraș Sinaia                             | Bd. Carol I 28 45.34902°N 25.54823°E                                                                           | 1875                                                                                                  | Alte imagini          | Raportează eroare |
| PH-II-m-A-16658                       | Vila Emil Costinescu                                               | oraș Sinaia                             | Bd. Carol I 35 45.35002°N 25.54918°E                                                                           | 1892, extinderi 1918 - 1939                                                                           |                       | Raportează eroare |
| PH-II-m-B-16659                       | Vila Oteteleșeanu                                                  | oraș Sinaia                             | Bd. Carol I 38                                                                                                 | sf. sec. XIX                                                                                          | Încarcă foto \| video | Raportează eroare |
| PH-II-m-B-16660                       | Casa George Mandrea, azi Pensiunea Duca                            | oraș Sinaia                             | Bd. Carol I 40 45.34709°N 25.54753°E                                                                           | sf. sec. XIX                                                                                          |                       | Raportează eroare |
| PH-II-m-B-16661                       | Casa Albert Litman, azi Club Sportiv „Voința”                      | oraș Sinaia                             | Bd. Carol I 42 45.34691°N 25.54746°E                                                                           | 1890                                                                                                  |                       | Raportează eroare |
| PH-II-m-B-16662                       | Casa George Ionescu                                                | oraș Sinaia                             | Bd. Carol I 43 45.34948°N 25.54888°E                                                                           | 1881                                                                                                  |                       | Raportează eroare |
| PH-II-m-B-16663                       | Casa Radu Mavrodineanu                                             | oraș Sinaia                             | Bd. Carol I 44 45.3466°N 25.54729°E                                                                            | sf. sec. XIX                                                                                          |                       | Raportează eroare |
| PH-II-m-B-16664                       | Casa Slătineanu, azi B. C. R. - filiala Sinaia                     | oraș Sinaia                             | Bd. Carol I 49 45.34816°N 25.54892°E                                                                           | sf. sec. XIX                                                                                          | Alte imagini          | Raportează eroare |
| PH-II-m-B-16665                       | Casă, azi secție a Spitalului de Copii Sinaia                      | oraș Sinaia                             | Str. Cuza Vodă 1                                                                                               | 1910                                                                                                  |                       | Raportează eroare |
| PH-II-m-B-16666                       | Casa Pencovici, azi Spitalul de Copii Sinaia                       | oraș Sinaia                             | Str. Cuza Vodă 1 45.34881°N 25.54748°E                                                                         | înc. sec. XX                                                                                          |                       | Raportează eroare |
| PH-II-m-B-16667                       | Casa Viorica Kogălniceanu                                          | oraș Sinaia                             | Str. Cuza Vodă 5 45.34857°N 25.54576°E                                                                         | sf. sec. XIX                                                                                          | Alte imagini          | Raportează eroare |
| PH-II-m-B-16668                       | Casa Boteanu                                                       | oraș Sinaia                             | Str. Cuza Vodă 14 45.34841°N 25.54538°E                                                                        | înc. sec. XX                                                                                          |                       | Raportează eroare |
| PH-II-m-B-16669                       | Casă, fosta Casa de Cultură Orășenească                            | oraș Sinaia                             | Str. Cuza Vodă 20 45.34778°N 25.54497°E                                                                        | sf. sec. XIX                                                                                          | Alte imagini          | Raportează eroare |
| PH-II-m-B-16670                       | Casa Filittis                                                      | oraș Sinaia                             | Str. Cuza Vodă 22                                                                                              | sf. sec. XIX                                                                                          | Alte imagini          | Raportează eroare |
| PH-II-m-B-16671                       | Vila Clementina Scanarei - Vila „Brazi”                            | oraș Sinaia                             | Str. Cuza Vodă 24                                                                                              | înc. sec. XX                                                                                          |                       | Raportează eroare |
| PH-II-m-B-16672                       | Casa Colete Zentilini                                              | oraș Sinaia                             | Str. Cuza Vodă 26                                                                                              | sf. sec. XIX                                                                                          |                       | Raportează eroare |
| PH-II-a-A-16673                       | Ansamblul Gării Sinaia                                             | oraș Sinaia                             | Piața Democrației 2 45.32909°N 25.5669°E                                                                       | 1930 - 1940                                                                                           |                       | Raportează eroare |
| PH-II-m-A-16673.01                    | Gara Regală Sinaia                                                 | oraș Sinaia                             | Piața Democrației 2 45.35167°N 25.55217°E                                                                      | 1870                                                                                                  | Alte imagini          | Raportează eroare |
| PH-II-m-A-16673.02                    | Gara Sinaia                                                        | oraș Sinaia                             | Piața Democrației 2 45.35253°N 25.55296°E                                                                      | 1930 - 1940                                                                                           |                       | Raportează eroare |
| PH-II-m-A-16674                       | Casa istoricului Nicolae Iorga                                     | oraș Sinaia                             | Str. Doja Gheorghe 1 45.35348°N 25.53667°E                                                                     | 1918 Toma T. Socolescu                                                                                |                       | Raportează eroare |
| PH-II-m-B-16675                       | Vila „Cerbul”                                                      | oraș Sinaia                             | Str. Doja Gheorghe 28                                                                                          | înc. sec. XX                                                                                          | Încarcă foto \| video | Raportează eroare |
| PH-II-m-B-16694                       | Vila „1 Mai”, azi Hotel „Intim”                                    | oraș Sinaia                             | Str. Furnica 1 45.35528°N 25.54806°E                                                                           | înc. sec. XX                                                                                          |                       | Raportează eroare |
| PH-II-m-B-16676                       | Casa Ion Drosescu, azi Casa de Copii                               | oraș Sinaia                             | Str. Furnica 5 45.35442°N 25.54662°E                                                                           | înc. sec. XX                                                                                          |                       | Raportează eroare |
| PH-II-m-B-16677                       | Vila Vasilescu-Duca                                                | oraș Sinaia                             | Str. Furnica 18 45.3546°N 25.54558°E                                                                           | înc. sec. XX                                                                                          |                       | Raportează eroare |
| PH-II-m-B-16678                       | Vila Vasilescu-Duca                                                | oraș Sinaia                             | Str. Furnica 20 45.35483°N 25.54479°E                                                                          | 1920                                                                                                  |                       | Raportează eroare |
| PH-II-m-A-16679                       | Hotel „Furnica”                                                    | oraș Sinaia                             | Str. Furnica 50                                                                                                | sf. sec. XIX                                                                                          | Alte imagini          | Raportează eroare |
| PH-II-m-A-16680                       | Hotel „Palace”                                                     | oraș Sinaia                             | Str. Goga Octavian 6                                                                                           | 1911 - 1912                                                                                           |                       | Raportează eroare |
| PH-II-m-B-16681                       | Vila „Carola”                                                      | oraș Sinaia                             | Str. Goga Octavian 19 45.3544°N 25.55007°E                                                                     | 1900                                                                                                  |                       | Raportează eroare |
| PH-II-m-B-16682                       | Vila „Șoimilor” - azi Casa de Copii                                | oraș Sinaia                             | Str. Ionescu Take 1                                                                                            | sf. sec. XIX-înc. sec. XX                                                                             |                       | Raportează eroare |
| PH-II-m-A-16683                       | Vila Take Ionescu                                                  | oraș Sinaia                             | Str. Ionescu Take 2                                                                                            | înc. sec. XX                                                                                          |                       | Raportează eroare |
| PH-II-m-B-16684                       | Vila Alexandru Nabetide - Vila „Mesteacănul”                       | oraș Sinaia                             | Str. Kogălniceanu Mihail 9 45.34583°N 25.54166°E                                                               | 1930                                                                                                  |                       | Raportează eroare |
| PH-II-m-B-16685                       | Vila Nicolae Angelescu - Vila „Stejarul”                           | oraș Sinaia                             | Str. Kogălniceanu Mihail 11 45.34587°N 25.54167°E                                                              | 1930                                                                                                  |                       | Raportează eroare |
| PH-II-m-B-16686                       | Vila Statie Ciortan                                                | oraș Sinaia                             | Str. Kogălniceanu Mihail 16                                                                                    | 1920                                                                                                  |                       | Raportează eroare |
| PH-II-m-B-16687                       | Vila Alexandrina Angelescu                                         | oraș Sinaia                             | Str. Kogălniceanu Mihail 22A                                                                                   | 1900                                                                                                  |                       | Raportează eroare |
| PH-II-m-B-16688                       | Casa Nicolae Cristescu                                             | oraș Sinaia                             | Str. Kogălniceanu Mihail 24                                                                                    | înc. sec. XX                                                                                          | Încarcă foto \| video | Raportează eroare |
| PH-II-m-B-16689                       | Vila Rudolf Knopp                                                  | oraș Sinaia                             | Str. Kogălniceanu Mihail 32 45.34595°N 25.5417°E                                                               | 1930                                                                                                  |                       | Raportează eroare |
| PH-II-m-B-16690                       | Vila Simu - Vila „Retezat”                                         | oraș Sinaia                             | Str. Kogălniceanu Mihail 68                                                                                    | 1903 – 1911                                                                                           |                       | Raportează eroare |
| PH-II-a-A-16691 (RAN: 131559.02)      | Mănăstirea Sinaia                                                  | oraș Sinaia                             | Str. Mănăstirii 2A 45.35543°N 25.54967°E                                                                       | 1690 - 1695                                                                                           | Alte imagini          | Raportează eroare |
| PH-II-m-A-16691.01                    | Biserica „Adormirea Maicii Domnului”                               | oraș Sinaia                             | Str. Mănăstirii 2A 45.35532°N 25.54994°E                                                                       | 1690 - 1695                                                                                           | Alte imagini          | Raportează eroare |
| PH-II-m-A-16691.02                    | Paraclis                                                           | oraș Sinaia                             | Str. Mănăstirii 2A 45.35564°N 25.54546°E                                                                       | 1690 - 1695                                                                                           |                       | Raportează eroare |
| PH-II-m-A-16691.03                    | Stăreție                                                           | oraș Sinaia                             | Str. Mănăstirii 2A                                                                                             | 1690 - 1695                                                                                           |                       | Raportează eroare |
| PH-II-m-A-16691.04                    | Chilii                                                             | oraș Sinaia                             | Str. Mănăstirii 2A                                                                                             | 1690 - 1695                                                                                           |                       | Raportează eroare |
| PH-II-m-A-16691.05                    | Zidul incintei vechi                                               | oraș Sinaia                             | Str. Mănăstirii 2A 45.35562°N 25.54982°E                                                                       | 1690 - 1695                                                                                           |                       | Raportează eroare |
| PH-II-m-B-16692                       | Vila Elena Mironescu, azi Casa de copii Sinaia                     | oraș Sinaia                             | Str. Mănăstirii 11A 45.3545°N 25.54856°E                                                                       | 1895                                                                                                  |                       | Raportează eroare |
| PH-II-m-B-16693                       | Vila „Constantin Bușilă”                                           | oraș Sinaia                             | Str. Mănăstirii 13 45.35495°N 25.54877°E                                                                       | înc. sec. XX                                                                                          |                       | Raportează eroare |
| PH-II-m-A-16695                       | Casa compozitorului George Enescu - Vila „Luminiș”                 | oraș Sinaia                             | Aleea Menuhin Yehudi 2 45.3677°N 25.55007°E                                                                    | 1923 - 1926 George Enescu, Radu Dudescu                                                               |                       | Raportează eroare |
| PH-II-a-A-16696                       | Ansamblul Castelului Peleș                                         | oraș Sinaia                             | Aleea Peleșului 2 45.35973°N 25.5406°E                                                                         | 1873 - 1883 (etapa I), 1896 - 1914 (etapa II) Johannes Schultz, Carol Benesch, Karel Liman (arhitect) |                       | Raportează eroare |
| PH-II-m-A-16696.01                    | Castelul Peleș                                                     | oraș Sinaia                             | Aleea Peleșului 2 45.35982°N 25.54302°E                                                                        | 1873 - 1883 (etapa I), 1896 - 1914 (etapa II) Johannes Schultz, Carol Benesch, Karel Liman (arhitect) | Alte imagini          | Raportează eroare |
| PH-II-m-A-16696.02                    | Castelul Pelișor                                                   | oraș Sinaia                             | Aleea Peleșului 2 45.3606°N 25.53913°E                                                                         | 1899 - 1903 Karel Liman (arhitect)                                                                    | Alte imagini          | Raportează eroare |
| PH-II-m-A-16696.03                    | Castelul Foișor (Casa de vânătoare)                                | oraș Sinaia                             | Aleea Peleșului 2 45.36129°N 25.53622°E                                                                        | 1896 - 1914                                                                                           | Alte imagini          | Raportează eroare |
| PH-II-m-A-16696.04                    | Vila Economat (locuințe personal)                                  | oraș Sinaia                             | Aleea Peleșului 2 45.35992°N 25.54119°E                                                                        | 1899 - 1903                                                                                           | Alte imagini          | Raportează eroare |
| PH-II-m-A-16696.05                    | Uzina electrică, fosta moară a Mănăstirii Sinaia                   | oraș Sinaia                             | Aleea Peleșului 2                                                                                              | înc. sec. XX                                                                                          |                       | Raportează eroare |
| PH-II-m-A-16696.06                    | Complexul „Casa Ceramicii”, azi Hotel „Bastion”                    | oraș Sinaia                             | Aleea Peleșului 2                                                                                              | cca. 1929                                                                                             |                       | Raportează eroare |
| PH-II-m-A-16696.07                    | Complexul „Stăvilar”                                               | oraș Sinaia                             | Aleea Peleșului 2                                                                                              | cca. 1929                                                                                             | Încarcă foto \| video | Raportează eroare |
| PH-II-m-A-16696.08                    | Vila Cavalerilor (Casa de oaspeți)                                 | oraș Sinaia                             | Aleea Peleșului 2                                                                                              | 1896 - 1914                                                                                           |                       | Raportează eroare |
| PH-II-m-A-16696.09                    | Vila Șipot (dependințe personal)                                   | oraș Sinaia                             | Aleea Peleșului 2                                                                                              | 1896 - 1914                                                                                           |                       | Raportează eroare |
| PH-II-m-A-16696.10                    | Vila Casa Veche                                                    | oraș Sinaia                             | Aleea Peleșului 2                                                                                              | 1896 - 1914                                                                                           | Încarcă foto \| video | Raportează eroare |
| PH-II-m-A-16696.11                    | Vila Casa Nouă                                                     | oraș Sinaia                             | Aleea Peleșului 2                                                                                              | 1896 - 1914                                                                                           | Încarcă foto \| video | Raportează eroare |
| PH-II-m-A-16696.12                    | Vilele A, B, C (Reședința corpului de gardă)                       | oraș Sinaia                             | Aleea Peleșului 2                                                                                              | 1899 - 1903                                                                                           |                       | Raportează eroare |
| PH-II-m-A-16696.13                    | Parc                                                               | oraș Sinaia                             | Aleea Peleșului 2 45.35914°N 25.54262°E                                                                        | 1896 - 1914                                                                                           |                       | Raportează eroare |
| PH-II-m-B-21125                       | Vila „Alice“                                                       | oraș Sinaia                             | str. Piatra Arsă nr. 4 45.35556°N 25.53622°E                                                                   | | Încarcă foto \| video | Raportează eroare |
| PH-II-m-B-16697                       | Casa Dan Trif                                                      | oraș Sinaia                             | Str. Schiorilor 14                                                                                             | 1885                                                                                                  |                       | Raportează eroare |
| PH-II-m-B-16698                       | Vila Crainic, azi anexă a Spitalului de Copii                      | oraș Sinaia                             | Str. Telecabinei 3                                                                                             | înc. sec. XX                                                                                          | Încarcă foto \| video | Raportează eroare |
| PH-II-m-B-16699                       | Capelă romano-catolică                                             | oraș Sinaia                             | Str. Telecabinei 5                                                                                             | sf. sec. XIX                                                                                          | Alte imagini          | Raportează eroare |
| PH-II-m-B-16700                       | Casa Vasile Boerescu                                               | oraș Sinaia                             | Str. Vlahuță Alexandru 1 45.34669°N 25.5461°E                                                                  | sf. sec. XIX                                                                                          |                       | Raportează eroare |
| PH-II-m-B-16701                       | Casa Augustin Mesian și Dumitru Pastia                             | oraș Sinaia                             | Str. Vlahuță Alexandru 4A 45.3467°N 25.54608°E                                                                 | sf. sec. XIX                                                                                          |                       | Raportează eroare |
| PH-II-m-B-16702                       | Casa Vasile Simion                                                 | oraș Sinaia                             | Str. Vlahuță Alexandru 6                                                                                       | 1885                                                                                                  |                       | Raportează eroare |
| PH-II-m-B-16703                       | Casa Ion Bogdan                                                    | oraș Sinaia                             | Str. Vlahuță Alexandru 8 45.34682°N 25.54555°E                                                                 | 1885                                                                                                  |                       | Raportează eroare |
| PH-II-m-B-16704                       | Casa Maria Dumitrescu                                              | oraș Sinaia                             | Str. Vlahuță Alexandru 10 45.34688°N 25.54526°E                                                                | sf. sec. XIX                                                                                          |                       | Raportează eroare |
| PH-II-m-B-16705                       | Casa Marius Constantinescu, Eliza Stoian                           | oraș Sinaia                             | Str. Vlahuță Alexandru 12 45.34691°N 25.5452°E                                                                 | 1931                                                                                                  |                       | Raportează eroare |
| PH-II-m-A-16706 (RAN: 131586.02)      | Biserica „Sf. Trei Ierarhi”                                        | oraș Slănic                             | Str. 23 August 17 45.23423°N 25.93706°E                                                                        | sec. XVIII                                                                                            |                       | Raportează eroare |
| PH-II-m-A-16707 (RAN: 131586.03)      | Casa Cămărășiei (Cancelaria Salinei), azi Muzeul Sării             | oraș Slănic                             | Str. 23 August 19 45.23389°N 25.937°E                                                                          | înc. sec. XIX                                                                                         |                       | Raportează eroare |
| PH-II-m-B-16708                       | Casa cu prăvălie Ștefan R. Anghel - Poșta veche                    | oraș Slănic                             | Str. 23 August 29 45.23485°N 25.93837°E                                                                        | sf. sec. XIX                                                                                          |                       | Raportează eroare |
| PH-II-m-B-16710                       | Casa cu prăvălie Gheorghe Ștefănescu                               | oraș Slănic                             | Str. Caragiale Ion Luca 1                                                                                      | sf. sec. XIX                                                                                          | Încarcă foto \| video | Raportează eroare |
| PH-II-m-A-16711                       | Casa cu prăvălie Elena Mosor                                       | oraș Slănic                             | Str. Coșbuc George 1                                                                                           | sf. sec. XIX                                                                                          | Încarcă foto \| video | Raportează eroare |
| PH-II-m-B-16712                       | Conacul Teoharescu                                                 | oraș Slănic                             | Str. Coșbuc George 6 45.23418°N 25.93694°E                                                                     | sf. sec. XIX                                                                                          | Încarcă foto \| video | Raportează eroare |
| PH-II-m-B-16713                       | Casa Cristina Nestorescu                                           | oraș Slănic                             | Piața Cuza Vodă 8                                                                                              | 1924                                                                                                  | Încarcă foto \| video | Raportează eroare |
| PH-II-m-B-16714                       | Casa Andreea Patou                                                 | oraș Slănic                             | Piața Cuza Vodă 10                                                                                             | 1924                                                                                                  | Încarcă foto \| video | Raportează eroare |
| PH-II-m-B-16715                       | Casa Catrina Puiu                                                  | oraș Slănic                             | Str. Dorobanți 1                                                                                               | sf. sec. XIX                                                                                          | Încarcă foto \| video | Raportează eroare |
| PH-II-m-B-16716                       | Casa Maria Ionescu                                                 | oraș Slănic                             | Str. Dorobanți 4                                                                                               | 1880                                                                                                  | Încarcă foto \| video | Raportează eroare |
| PH-II-m-B-16717                       | Casa Sia Șerban                                                    | oraș Slănic                             | Str. Dorobanți 26                                                                                              | sf. sec. XIX                                                                                          | Încarcă foto \| video | Raportează eroare |
| PH-II-m-B-16718                       | Casa Epure Constantin                                              | oraș Slănic                             | Str. Fântâna Rece 5                                                                                            | 1920                                                                                                  | Încarcă foto \| video | Raportează eroare |
| PH-II-m-B-16719                       | Casa Ion Dumitrescu                                                | oraș Slănic                             | Str. Heleșteului 1                                                                                             | sf. sec. XIX                                                                                          | Încarcă foto \| video | Raportează eroare |
| PH-II-m-B-16720                       | Casa Ștefania Cristescu                                            | oraș Slănic                             | Str. Slănicului 19                                                                                             | 1900                                                                                                  | Încarcă foto \| video | Raportează eroare |
| PH-II-m-B-16721                       | Casa Vasilica Pătrașcu                                             | oraș Slănic                             | Str. Vladimirescu Tudor 5                                                                                      | prima jum. a sec. XIX                                                                                 | Încarcă foto \| video | Raportează eroare |
| PH-II-s-B-16722                       | Ansamblu rural                                                     | sat Slon; comuna Cerașu                 | Delimitare cf. PUG avizat                                                                                      | mijl. sec. XIX - mijl. sec. XX                                                                        | Încarcă foto \| video | Raportează eroare |
| PH-II-m-B-16723                       | Casa Nicolae Duca                                                  | sat Slon; comuna Cerașu                 | 30 C | 1924                                                                                                  | Încarcă foto \| video | Raportează eroare |
| PH-II-m-B-16724                       | Casa Ion Crăciun                                                   | sat Slon; comuna Cerașu                 | 88 | sf. sec. XIX                                                                                          | Încarcă foto \| video | Raportează eroare |
| PH-II-m-B-16725                       | Casa Eugenia Duca                                                  | sat Slon; comuna Cerașu                 | 155 | 1933                                                                                                  | Încarcă foto \| video | Raportează eroare |
| PH-II-m-B-16726                       | Casa Floarea Frâncu                                                | sat Slon; comuna Cerașu                 | 181 | sf. sec. XIX                                                                                          | Încarcă foto \| video | Raportează eroare |
| PH-II-m-B-16727                       | Casa Ion V. Perțea                                                 | sat Slon; comuna Cerașu                 | 187 | 1919                                                                                                  | Încarcă foto \| video | Raportează eroare |
| PH-II-a-A-16728                       | Gospodăria preot Georgescu                                         | sat Slon; comuna Cerașu                 | 285 | 1880                                                                                                  | Încarcă foto \| video | Raportează eroare |
| PH-II-m-A-16728.01                    | Casa parohială preot Georgescu                                     | sat Slon; comuna Cerașu                 | 285 | 1880                                                                                                  | Încarcă foto \| video | Raportează eroare |
| PH-II-m-A-16728.02                    | Anexe gospodărești                                                 | sat Slon; comuna Cerașu                 | 285 | 1880                                                                                                  | Încarcă foto \| video | Raportează eroare |
| PH-II-m-B-16729                       | Casa cu parter comercial Voica Popa                                | sat Slon; comuna Cerașu                 | 287 | 1920                                                                                                  | Încarcă foto \| video | Raportează eroare |
| PH-II-m-B-16730                       | Casa cu parter comercial Gheorghe Popa                             | sat Slon; comuna Cerașu                 | 291 | 1933                                                                                                  | Încarcă foto \| video | Raportează eroare |
| PH-II-m-B-16731                       | Casa Ion St. Cursaru                                               | sat Slon; comuna Cerașu                 | 325 | înc. sec. XX                                                                                          | Încarcă foto \| video | Raportează eroare |
| PH-II-m-B-16732                       | Casa Elena Ogrezeanu                                               | sat Slon; comuna Cerașu                 | 419 | sf. sec. XIX                                                                                          | Încarcă foto \| video | Raportează eroare |
| PH-II-m-B-16733                       | Casa cu prăvălie Gheorghe Staicu                                   | sat Slon; comuna Cerașu                 | 425 | 1918                                                                                                  | Încarcă foto \| video | Raportează eroare |
| PH-II-m-B-16734                       | Casa Valerica David                                                | sat Slon; comuna Cerașu                 | 433 C | înc. sec. XX                                                                                          | Încarcă foto \| video | Raportează eroare |
| PH-II-m-B-16735                       | Casa Aurelian Popa                                                 | sat Slon; comuna Cerașu                 | 434 | 1908                                                                                                  | Încarcă foto \| video | Raportează eroare |
| PH-II-m-B-16736                       | Casa Georgeta Barbu                                                | sat Slon; comuna Cerașu                 | 438 | 1921                                                                                                  | Încarcă foto \| video | Raportează eroare |
| PH-II-m-B-16737                       | Casa Aurelian Cătunescu                                            | sat Slon; comuna Cerașu                 | 511 | 1920                                                                                                  | Încarcă foto \| video | Raportează eroare |
| PH-II-a-B-16742                       | Ansamblul rural I                                                  | sat Starchiojd; comuna Starchiojd       | Delimitare cf. PUG avizat                                                                                      | mijl. sec. XVIII - înc. sec. XX                                                                       | Încarcă foto \| video | Raportează eroare |
| PH-II-a-B-16743                       | Ansamblul rural II                                                 | sat Starchiojd; comuna Starchiojd       | Delimitare cf. PUG avizat                                                                                      | sf. sec. XVIII-înc. sec. XX                                                                           | Încarcă foto \| video | Raportează eroare |
| PH-II-m-B-16741                       | Casa Toma Zăhărăchescu                                             | sat Starchiojd; comuna Starchiojd       | 45 | înc. sec. XX                                                                                          | Încarcă foto \| video | Raportează eroare |
| PH-II-m-B-16744                       | Casa Tache Zăhărăchescu                                            | sat Starchiojd; comuna Starchiojd       | 56 45.32°N 26.187°E                                                                                            | 1915                                                                                                  |                       | Raportează eroare |
| PH-II-m-B-16745                       | Casa Octavian Zăhărăchescu                                         | sat Starchiojd; comuna Starchiojd       | 57 45.3202°N 26.1871°E                                                                                         | 1927                                                                                                  |                       | Raportează eroare |
| PH-II-m-B-16746 (RAN: 135324.06)      | Biserica de lemn „Sf. Nicolae”-Vechi                               | sat Starchiojd; comuna Starchiojd       | 64 | sec. XVIII, reconstruită 1980 - 1982                                                                  |                       | Raportează eroare |
| PH-II-m-B-16747                       | Casa Dumitru N. Fofircă                                            | sat Starchiojd; comuna Starchiojd       | 152 | sf. sec. XIX                                                                                          | Încarcă foto \| video | Raportează eroare |
| PH-II-m-B-16748                       | Casa Eleonora Stan                                                 | sat Starchiojd; comuna Starchiojd       | 192 | înc. sec. XX                                                                                          | Încarcă foto \| video | Raportează eroare |
| PH-II-m-B-16749                       | Casa Constantin Gârbea                                             | sat Starchiojd; comuna Starchiojd       | 225 | înc. sec. XX                                                                                          | Încarcă foto \| video | Raportează eroare |
| PH-II-m-B-16750                       | Casa Dudică (ruine)                                                | sat Starchiojd; comuna Starchiojd       | 232 | înc. sec. XX                                                                                          | Încarcă foto \| video | Raportează eroare |
| PH-II-m-B-16751                       | Casa Maria Mihalache                                               | sat Starchiojd; comuna Starchiojd       | 377 | înc. sec. XX                                                                                          | Încarcă foto \| video | Raportează eroare |
| PH-II-m-B-16752                       | Casa Ion Diaconu                                                   | sat Starchiojd; comuna Starchiojd       | 721 | sf. sec. XIX-înc. sec. XX                                                                             | Încarcă foto \| video | Raportează eroare |
| PH-II-m-B-16753                       | Casa Haralambie Lupescu                                            | sat Starchiojd; comuna Starchiojd       | 761 | înc. sec. XX                                                                                          | Încarcă foto \| video | Raportează eroare |
| PH-II-m-A-16738 (RAN: 135324.04)      | Biserica de lemn „Cuvioasa Paraschiva” - Gârbească (Biserica Mică) | sat Starchiojd; comuna Starchiojd       | 789 45.323°N 26.1829°E                                                                                         | 1780                                                                                                  |                       | Raportează eroare |
| PH-II-m-B-16754                       | Casa Ecaterina Nicolae, Sofia Gârbea                               | sat Starchiojd; comuna Starchiojd       | 795 45.32308°N 26.18266°E                                                                                      | sf. sec. XIX, ref. 1926                                                                               |                       | Raportează eroare |
| PH-II-m-B-16739                       | Casa Maria Diaconu, Costache Ivănescu                              | sat Starchiojd; comuna Starchiojd       | 1001 | 1931                                                                                                  | Încarcă foto \| video | Raportează eroare |
| PH-II-m-B-16740                       | Casa Fănica Gârbea                                                 | sat Starchiojd; comuna Starchiojd       | 1030 | sf. sec. XIX-înc. sec. XX                                                                             | Încarcă foto \| video | Raportează eroare |
| PH-II-m-B-16755                       | Casa Toma Frigea                                                   | sat Starchiojd; comuna Starchiojd       | Ulița Gârbească 1069                                                                                           | sf. sec. XVIII                                                                                        | Încarcă foto \| video | Raportează eroare |
| PH-II-m-A-16756 (RAN: 135324.03)      | Ruinele casei Cheșca Pantazi, ulterior „Muzeul Satului”            | sat Starchiojd; comuna Starchiojd       | Str. Partizani 449                                                                                             | a doua jumătate a sec. XVIII                                                                          | Încarcă foto \| video | Raportează eroare |
| PH-II-m-A-16757 (RAN: 130776.01)      | Biserica de lemn „Sf. Treime”                                      | sat Stejaru; comuna Brazi               | Str. Pintea Haiducul 17, în cimitir, strămutată din pădurea Misleanca                                          | sec. XVIII                                                                                            | Încarcă foto \| video | Raportează eroare |
| PH-III-m-A-16875                      | Bustul actorului Ion Iancu Brezieanu                               | oraș Sinaia                             | În Parcul central „Dimitrie Ghica”                                                                             | 1935                                                                                                  |                       | Raportează eroare |
| PH-IV-m-B-16922                       | Cruce de pomenire, din piatră                                      | sat Satu Nou; comuna Baba Ana           | În grădina lui Constantin Panait                                                                               | 1732                                                                                                  | Încarcă foto \| video | Raportează eroare |
| PH-IV-m-B-16923                       | Cruce de pomenire, din piatră                                      | sat Sălciile; comuna Sălciile           | 639, în curtea Ioanei Călărașu                                                                                 | sec. XIX                                                                                              | Încarcă foto \| video | Raportează eroare |
| PH-IV-m-B-16924                       | Cruce de pomenire, din piatră                                      | sat Sângeru; comuna Sângeru             | În centrul satului, la marginea drumului spre școală                                                           | sec. XVIII                                                                                            | Încarcă foto \| video | Raportează eroare |
| PH-IV-m-B-16925                       | Cruce de pomenire, din piatră                                      | sat Sângeru; comuna Sângeru             | în partea de est a satului, pe marginea drumului spre Salcia și Lapoș                                          | 1847                                                                                                  | Încarcă foto \| video | Raportează eroare |
| PH-IV-m-B-16926                       | Crucea de mormânt a lui Badea Cârțan                               | oraș Sinaia                             | Cimitir, cartier Izvoru Rece                                                                                   | 1911                                                                                                  |                       | Raportează eroare |
| PH-IV-a-A-16929                       | Cimitirul ostașilor căzuți în primul război mondial                | oraș Sinaia                             | Str. Eroilor, lângă Cazinou 45.35552°N 25.55255°E                                                              | înc. sec. XX                                                                                          |                       | Raportează eroare |
| PH-IV-m-A-16691.06                    | Cavoul lui Take Ionescu                                            | oraș Sinaia                             | Str. Mănăstirii 2A, în incinta veche a Mănăstirii Sinaia                                                       | 1922                                                                                                  |                       | Raportează eroare |
| PH-IV-m-A-16930                       | Cimitirul Eroilor din primul război mondial (1916 - 1918)          | sat Slon; comuna Cerașu                 | „Tabla Buții”                                                                                                  | înc. sec. XX                                                                                          | Încarcă foto \| video | Raportează eroare |
| PH-IV-m-A-16931                       | Cruce de pomenire, din piatră                                      | sat Starchiojd; comuna Starchiojd       | În incinta bisericii „Sf. Nicolae”                                                                             | 1698 - 1699                                                                                           | Încarcă foto \| video | Raportează eroare |
| PH-IV-m-B-16932                       | Cruce de pomenire, din piatră                                      | sat Starchiojd; comuna Starchiojd       | În fața bisericii „Cuvioasa Paraschiva” 45.323°N 26.1829°E                                                     | 1781                                                                                                  |                       | Raportează eroare |
| PH-IV-m-B-16933                       | Cruce de pomenire, din piatră                                      | sat Starchiojd; comuna Starchiojd       | Str. Principală 3, la intrarea în sat, în dreptul drumului spre Valea Anei, pe proprietatea lui Roger Stănescu | 1797                                                                                                  | Încarcă foto \| video | Raportează eroare |
| PH-IV-m-B-16934                       | Cele două pisanii ale bisericii vechi                              | sat Stăncești; comuna Târgșoru Vechi    | Str. Principală 3A, în biserica nouă                                                                           | sec. XVI, 1720                                                                                        |                       | Raportează eroare |